# Monkey Me
Monkey Me ist das neunte Studioalbum der französischen Sängerin Mylène Farmer. Das Album wurde am 3. Dezember 2012 veröffentlicht und besteht aus zwölf Titeln. Bei der Deluxe-Version sind auf der zweiten CD dieselben Tracks wie auf der ersten CD, jedoch jeweils als Instrumentalversion.

## Titelliste
1. Elle a dit – 3:52
2. A l’ombre – 4:50
3. Monkey Me – 4:13
4. Tu ne le dis pas – 4:22
5. Love Dance – 4:06
6. Quand – 4:07
7. J’ai essayé de vivre … – 4:40
8. Ici-bas – 4:33
9. A-t-on jamais – 3:47
10. Nuit d’hiver – 5:24
11. À force de … – 4:08
12. Je te dis tout – 5:30

## Geschichte
Komponiert und produziert wurde das Album erneut von dem französischen Komponisten Laurent Boutonnat, der auch schon Vorgängeralben produzierte.
Bisher gab es zwei Singleauskopplungen. Die vor Albumrelease veröffentlichte Single À l'ombre erreichte in den French SNEP Singles Charts Platz 1. Die zweite Singleauskopplung Je te dis tout erschien nach der Veröffentlichung des Albums. François Hanss führte beim Musikvideo zur Single Regie.
Vom 7. September bis 6. Dezember 2013 findet die Timeless Tour durch fünf europäische Länder statt.

## Rezeption
SR-online schreibt 

„Zwölf Songs, natürlich mit rätselhaften Texten, die trotz einer melancholischen Grundhaltung sehr tanzbar sind und, wenn man sich in die Musik eingehört hat, auch schnell ins Ohr gehen. Typisch dabei die Stimme von Mylène Farmer: hoch, zerbrechlich, eher leise, typisch französisch...“

DJ Ralph "von" Richthoven von Radio Bremen gibt dem Album 2 von 5 Sterne.

## Kommerzieller Erfolg

### Chartplatzierungen
| ChartsChartplatzierungen | Höchstplatzierung | Wochen |
| ------------------------ | ----------------- | ------ |
| Frankreich (SNEP)        | 1 (50 Wo.)        | 50     |
| Schweiz (IFPI)           | 3 (11 Wo.)        | 11     |
| Wallonie (Ultratop)      | 1 (58 Wo.)        | 58     |

| ChartsJahrescharts (2012) | Platzierung |
| ------------------------- | ----------- |
| Frankreich (SNEP)         | 9           |
| Wallonie (Ultratop)       | 24          |

| ChartsJahrescharts (2013) | Platzierung |
| ------------------------- | ----------- |
| Frankreich (SNEP)         | 72          |
| Wallonie (Ultratop)       | 34          |

### Auszeichnungen für Musikverkäufe
In Frankreich wurde das Album mit rund 307.000 Verkäufen innerhalb von vier Wochen das meistverkaufte (Medien und Download) Album in Frankreich im Jahr 2012. Das Album erreichte in Belgien im Dezember 2012 Platinstatus.
| Land/Region       | Auszeichnungen für Musikverkäufe (Land/Region, Auszeichnung, Verkäufe) | Verkäufe |
| ----------------- | ---------------------------------------------------------------------- | -------- |
| Belgien (BRMA)    | Platin                                                                 | 20.000   |
| Frankreich (SNEP) | 3× Platin                                                              | 300.000  |
| Insgesamt         | 4× Platin ·                                                            | 320.000  |